# Indicador microbiológico
Un indicador microbiológico es un microorganismo cuya presencia permite determinar la existencia de un patógeno. Se usa mayoritariamente en la determinación de contaminación de las aguas.

## Ejemplos
Tradicionalmente se han utilizado tres grupos de organismos como indicadores de la calidad microbiológica del agua: coliformes totales, coliformes fecales y enterococos. Los coliformes son organismos aeróbicos y aeróbicos facultativos, Gram negativos, bacilos no formadores de esporas, que producen ácido y gas de la fermentación de lactosa. Los coliformes no tienen requerimientos especiales para su desarrollo y pertenecen a la familia Enterobacteriaceae. Usualmente se encuentran en los intestinos de los vertebrados. Los coliformes se dividen en dos grupos, los coliformes totales y los coliformes fecales. Los coliformes fecales se diferencian por su habilidad de fermentar lactosa y crecer a 44,5 °C. Los coliformes más comunes son Escherichia coli y Enterobacter aerogenes. Sin embargo, existe evidencia en contra de los coliformes como indicadores de contaminación.
Estudios recientes en diferentes países tropicales, incluyendo Puerto Rico, han encontrado a Escherichia coli en lugares no contaminados. Por ejemplo, se ha encontrado coliformes río arriba en el Río Mameyes entre los pueblos de Río Grande y Luquillo (Toranzos y Delagado, 1992). E. coli puede sobrevivir y permanecer fisiológicamente activa y crecer dependiendo de los niveles de nutrientes (Bermúdez y Hazen, 1988). De acuerdo con Hazen y Toranzos (1990) no existe una correlación positiva entre la presencia de E. coli y otras bacterias patógenas como Yersinia enterocolitica, Legionella pneumophila y algunas levaduras.

## Requerimientos de un buen indicador
- No encontrarse en agua no contaminada.
- Estar presente en el agua contaminada manteniendo una correlación con los patógenos.
- Ser más abundante que los patógenos.
- Sobrevivir en el agua más tiempo que los patógenos.
- No multiplicarse en el agua.
- Ser detectado, de la forma, más rápida, fácil y económica.
- En lo posible tener criterios microbiológicos comunes internacionalmente.
- Tener presencia abundante en un medio

## Valor de un indicador
Los indicadores se utilizan en cada país o ciudad dependiendo de 3 factores que le permiten dar un valor al indicador.
- Criterio. Depende de la densidad del indicador y del riesgo potencial a la salud humana. (Estudio científico, valor de riesgo, determina el valor donde aparece el brote).
- Guía. A partir del criterio, el país establece un límite máximo alcanzable del indicador por 100 mL de agua. Este valor está determinado bajo los factores, científicos (estudios), sociopolíticos (estatus mundial), económicos (turismo), culturales (religión, costumbres).
- Estándar. Normativa internacional.